# Ebelio Ordóñez
Ebelio Ordóñez (Esmeraldas, Provincia de Esmeraldas, Ecuador; 3 de noviembre de 1973) es un exfutbolista ecuatoriano que jugaba como delantero y cuyo último club fue Sociedad Deportiva Aucas, de la Segunda Categoría del campeonato ecuatoriano.

## Trayectoria
Su primer club fue el Nueve de Octubre de la Serie B. En 1994 es adquirido por el Panamá, donde estuvo hasta 1995. A finales de ese año se fue al Victoria de la Liga Nacional de Fútbol de Honduras, pero dos meses después regresa nuevamente al fútbol ecuatoriano. En 1996 llega al Técnico Universitario de Ambato y debuta en la Serie A de Ecuador, aunque ya lo había hecho en la Serie B. Ese año es llamado por primera vez a la Selección ecuatoriana de fútbol.
En 1997, El Nacional de Quito adquiere sus derechos deportivos, y es en ese club donde pasaría sus mejores años. Con ese club ha marcado un total de 137 goles en Campeonatos Nacionales en 10 temporadas. En el 2004 queda como goleador del fútbol ecuatoriano con 28 anotaciones y a mediados del año siguiente pasa al Emelec de Guayaquil. Esa temporada no pudo anotar en 14 partidos.
En el 2006 vuelve a su anterior club y queda campeón por primera vez. En el 2008 es prestado al Deportivo Quito en donde obtuvo el campeonato al final del año. Actualmente es el tercer jugador que más goles ha hecho en la historia del fútbol ecuatoriano.
En enero del 2009 ficha por el Olimpia de Paraguay a pedido de su exentrenador Ever Hugo Almeida quien lo tuvo a su cargo en El Nacional de Ecuador. Con este equipo logró anotar un gol en el clásico ante Libertad. Sin embargo no logró afianzar su participación en el campeonato paraguayo y en abril retorno a Ecuador.
Actualmente forma parte de la plantilla del Sociedad Deportiva Aucas para el campeonato ecuatoriano de fútbol de la segunda categoría 2010

## Selección nacional
Ha sido internacional con la Selección de fútbol de Ecuador en 19 ocasiones. Debutó el 16 de agosto de 1996 ante Costa Rica en un partido amistoso en Cuenca y su único gol lo hizo ante Honduras el 28 de abril de 2004.

### Participaciones enCopas América
| Torneo                 | Sede                   | Resultado              | PJ | GA | Asis |
| ---------------------- | ---------------------- | ---------------------- | -- | -- | ---- |
| Copa América 2001      | Colombia               | Fase de grupos         | 1  | 0  | 0    |
| Copa América 2004      | Perú                   | Fase de grupos         | 2  | 0  | 0    |
| Total en Copas América | Total en Copas América | Total en Copas América | 3  | 0  | 0    |

### Participaciones enEliminatorias al Mundial
| Eliminatoria                                | Sede del Mundial       | Posición               | Resultado   | PJ | GA | Asis |
| ------------------------------------------- | ---------------------- | ---------------------- | ----------- | -- | -- | ---- |
| Eliminatorias Mundial de Francia 1998       | Francia                | 6°lugar 21pts          | Eliminado   | 0  | 0  | 0    |
| Eliminatorias Mundial de Corea y Japón 2002 | Corea del Sur y Japón  | 2°lugar 31pts          | Clasificado | 1  | 0  | 0    |
| Eliminatorias Mundial de Alemania 2006      | Alemania               | 3°lugar 28pts          | Clasificado | 4  | 0  | 1    |
| Eliminatorias Mundial de Sudáfrica 2010     | Sudáfrica              | 6°lugar 23pts          | Eliminado   | 1  | 0  | 0    |
| Total en Eliminatorias                      | Total en Eliminatorias | Total en Eliminatorias | 2/4         | 6  | 0  | 1    |

## Clubes
| Club                  | País     | Año       |
| --------------------- | -------- | --------- |
| Nueve de Octubre      | Ecuador  | 1993      |
| Panamá                | Ecuador  | 1994-1995 |
| Técnico Universitario | Ecuador  | 1996      |
| Victoria              | Honduras | 1996      |
| El Nacional           | Ecuador  | 1997-2004 |
| Shanghai Jiucheng     | China    | 2005      |
| Emelec                | Ecuador  | 2005      |
| El Nacional           | Ecuador  | 2006-2007 |
| Deportivo Quito       | Ecuador  | 2008      |
| Olimpia               | Paraguay | 2009      |
| Deportivo Quito       | Ecuador  | 2009      |
| Aucas                 | Ecuador  | 2010      |

## Estadísticas
Datos actualizados a fin de carrera deportiva.
| Técnico Universitario · Ecuador |               |               |     |     |    |     |     |      |      |
| 1.ª | 1996          | 34            | 13  | -   | -  | 34  | 13  | 0,38 |      |
| Total club | Total club    | 32            | 13  | 0   | 0  | 32  | 13  | 0,41 |      |
| El Nacional · Ecuador |               |               |     |     |    |     |     |      |      |
| 1.ª | 1997          | 22            | 5   | 8   | 1  | 30  | 6   | 0,20 |      |
| 1.ª | 1998          | 32            | 8   | 8   | 0  | 40  | 8   | 0,20 |      |
| 1.ª | 1999          | 32            | 11  | 6   | 1  | 38  | 12  | 0,32 |      |
| 1.ª | 2000          | 38            | 24  | 14  | 3  | 52  | 27  | 0,52 |      |
| 1.ª | 2001          | 30            | 10  | 7   | 2  | 37  | 12  | 0,32 |      |
| 1.ª | 2002          | 28            | 8   | 8   | 4  | 36  | 12  | 0,33 |      |
| 1.ª | 2003          | 35            | 19  | 0   | 0  | 35  | 19  | 0,54 |      |
| 1.ª | 2004          | 44            | 28  | 6   | 1  | 50  | 29  | 0,58 |      |
| 1.ª | 2006          | 33            | 17  | 8   | 3  | 41  | 20  | 0,49 |      |
| 1.ª | 2007          | 33            | 7   | 8   | 5  | 41  | 12  | 0,29 |      |
| Total club | Total club    | 327           | 137 | 73  | 20 | 400 | 157 | 0,39 |      |
| Shanghai Jiucheng China |               |               |     |     |    |     |     |      |      |
| 1.ª | 2005          | 11            | 4   | -   | -  | 11  | 4   | 0,36 |      |
| Total club | Total club    | 11            | 4   | 0   | 0  | 11  | 4   | 0,36 |      |
| Emelec · Ecuador |               |               |     |     |    |     |     |      |      |
| 1.ª | 2005          | 14            | 0   | -   | -  | 14  | 0   | 0,00 |      |
| Total club | Total club    | 14            | 0   | 0   | 0  | 14  | 0   | 0,00 |      |
| Deportivo Quito · Ecuador |               |               |     |     |    |     |     |      |      |
| 1.ª | 2008          | 31            | 9   | 1   | 0  | 32  | 9   | 0,28 |      |
| 1.ª | 2009          | 9             | 0   | 0   | 0  | 9   | 0   | 0,00 |      |
| Total club | Total club    | 40            | 9   | 1   | 0  | 41  | 9   | 0,22 |      |
| Olimpia Paraguay |               |               |     |     |    |     |     |      |      |
| 1.ª | 2009          | 6             | 1   | -   | -  | 6   | 1   | 0,17 |      |
| Total club | Total club    | 6             | 1   | 0   | 0  | 6   | 1   | 0,17 |      |
| Total carrera | Total carrera | Total carrera | 430 | 164 | 74 | 20  | 504 | 184  | 0,37 |
| (1) Incluye datos de la Copa Libertadores (1997, 2000, 2001, 2002, 2004, 2006, 2007); Copa Merconorte (1998, 1999, 2000); Copa Sudamericana (2006, 2007, 2008). (2) No incluye goles en partidos disputados en Serie B del futbol ecuatoriano, ni goles en partidos amistosos. |               |               |     |     |    |     |     |      |      |

### Hat-tricks
Ebelio Ordóñez marcó cuatro hat-tricks a lo largo de su carrera como futbolista profesional, todos ellos vistiendo la camiseta de El Nacional.

## Palmarés

### Distinciones individuales
| Título                 | Club            | País    | Año  |
| ---------------------- | --------------- | ------- | ---- |
| Campeonato Ecuatoriano | El Nacional     | Ecuador | 2006 |
| Campeonato Ecuatoriano | Deportivo Quito | Ecuador | 2008 |

| Distinción                        | Club        | País    | Año  | Goles |
| --------------------------------- | ----------- | ------- | ---- | ----- |
| Goleador de la Serie A de Ecuador | El Nacional | Ecuador | 2004 | 28    |